# Cộng hòa Xã hội chủ nghĩa Xô viết Uzbekistan
Cộng hòa Xã hội Chủ nghĩa Xô viết Uzbekistan  (tiếng Uzbek: Ўзбекистон Совет Социалистик Республикаси, chuyển tự: O`zbekiston Sovet Sotsialistik Respublikasi; tiếng Nga: Узбекская Советская Социалистическая Республика, chuyển tự: Uzbekskaya Sovetskaya Sotsialisticheskaya Respublika), hay còn gọi tắt là Uzbekistan Xô viết, là một trong những nước cộng hòa tạo nên Liên bang Xô viết sau này. Năm 1991, Uzbekistan Xô viết tuyên bố độc lập và đổi tên thành "Cộng hoà Uzbekistan".

## Lịch sử
Cộng hòa Xã hội chủ nghĩa Xô viết Uzbekistan bao gồm Cộng hòa Xã hội chủ nghĩa Xô viết Tajikistan trước 1929, khi mà địa vị của Cộng hòa Xã hội chủ nghĩa Xô viết Tajikistan được nâng lên trạng thái cân bằng. Năm 1930, thủ đô của Uzbekistan được tái lập lại từ Samarkand thành Tashkent. Năm 1936, lãnh thổ của Uzbekistan được mở rộng vì có thêm Qaraqalpaqstan từ Kazakhstan trong giai đoạn cuối cùng của Liên bang Xô viết. Sau này một phần nhỏ lãnh thổ đã được đổi qua lại vài lần giữa Kazakhstan và Cộng hòa Xã hội chủ nghĩa Xô viết Uzbekistan sau Thế chiến II.
Năm 1928, việc tập thể hóa các vùng đất về một chính thể đã được triển khai, vào cuối những năm 1930.
Những năm 1937-1938, trong cuộc "Đại thanh trừng", một số người bị cho là theo chủ nghĩa dân tộc đã bị hành quyết, bao gồm Faizullah Khojaev, thủ tướng đầu tiên.
Trong thời kỳ Thế chiến II, rất nhiều các nước công nghiệp đã chuyển tới Uzbekistan từ các vùng nguy hiểm ở phía tây của Liên Xô để bảo đảm an toàn.
Trong thời kỳ Xô viết, Hồi giáo trở thành một điểm nóng của chống tôn giáo trong chính quyền Cộng sản. Chính phủ đóng cửa phần lớn các miếu thờ, và các trường học tôn giáo trở thành bảo tàng chống tôn giáo.
Đảng Cộng sản là Đảng hợp pháp duy nhất tại Uzbekistan trước 1990. Chủ tịch cầm quyền lâu nhất tại Uzbekistan là Sharof Rashidov, đứng đầu Đảng Cộng sản Uzbekistan từ năm 1959 đến 1983. Islam Karimov, đứng đầu Đảng Cộng sản Uzbekistan từ năm 1989 và sau này nắm quyền Đảng mới, Đảng Dân chủ Nhân dân (PDP), trở thành tổng thống Uzbekistan năm 1990.
Vào ngày 1 tháng 9 năm 1991, Cộng hòa Xã hội chủ nghĩa Xô viết Uzbekistan đổi tên thành Cộng hòa Uzbekistan. Với việc Liên Xô sụp đổ vào cuối năm 1991, Uzbekistan trở thành Quốc gia độc lập và Islam Karimov làm tổng thống từ đó.